# NGC 2346
NGC 2346 est une nébuleuse planétaire bipolaire située dans la constellation de la  Licorne près de l'équateur céleste. NGC 2346  a été découverte par l'astronome germano-britannique William Herschel en 1790.

## Observation
Avec une magnitude visuelle apparente de 11,6, on doit utiliser un télescope dont l'ouverture est d'au moins 200 mm pour l'observer.  

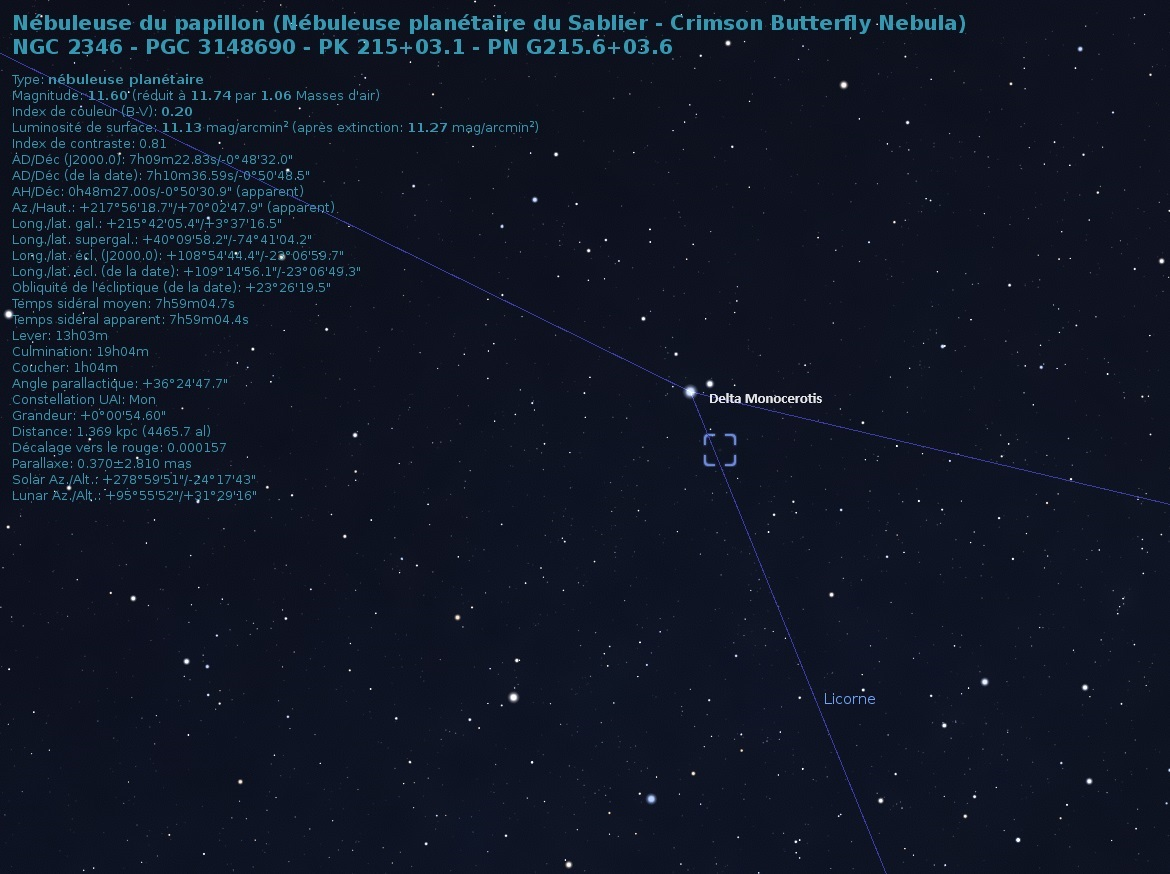
Localisation de NGC 2346 dans la constellation de la Licorne. (Stellarium)

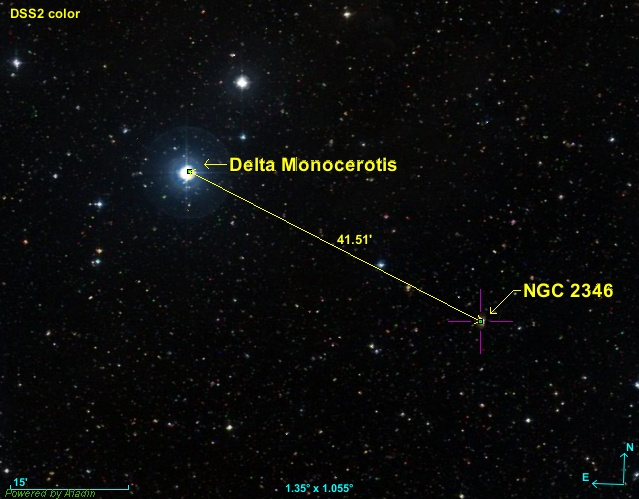
Position de NGC 2346 par rapport à une étoile de la constellation de la Licorne.

La nébuleuse NGC 2346 est près de l'étoile Delta Monocerotis à environ 41' au sud-ouest.

## Caractéristiques

### Distance, taille et vitesse
La parallaxe de NGC 2346 est égale à 0,722 3 ± 0,017 9 mas, ce qui correspond à une distance de 1385+35
−33 pc.
La taille apparente de la nébuleuse est de 0,87′, ce qui, compte tenu de la distance et grâce à un calcul simple, équivaut à une taille réelle de 1,14 ± 0,03 al.
Une seule valeur de la vitesse est indiquée sur la base de données Simbad, soit 47 km/s.

## Une nébuleuse bipolaire
NGC 2346 est remarquable car on sait que son étoile centrale est en fait une paire d'étoiles en orbite rapprochée l'une de l'autre avec une période de seulement 16 jours. On pense que les étoiles de cette paire étaient à l'origine plus largement séparées. Cependant, l'évolution de l'une d'elles l'a transformée en géante rouge et elle a alors littéralement avalé sa compagne. Elle s'est alors approchée en spiralant vers la géante rouge. Plus tard, lorsque le noyau chaud de la géante rouge a été exposé, il s'en est échappé un vent stellaire plus rapide et perpendiculaire à la nébuleuse. C'est ce qui aurait gonflé les deux énormes « bulles » et qui serait à l'origine de la forme bipolaire de NGC 2346. On pense que c'est processus en deux étapes qui a engendré la forme en papillon de la nébuleuse.

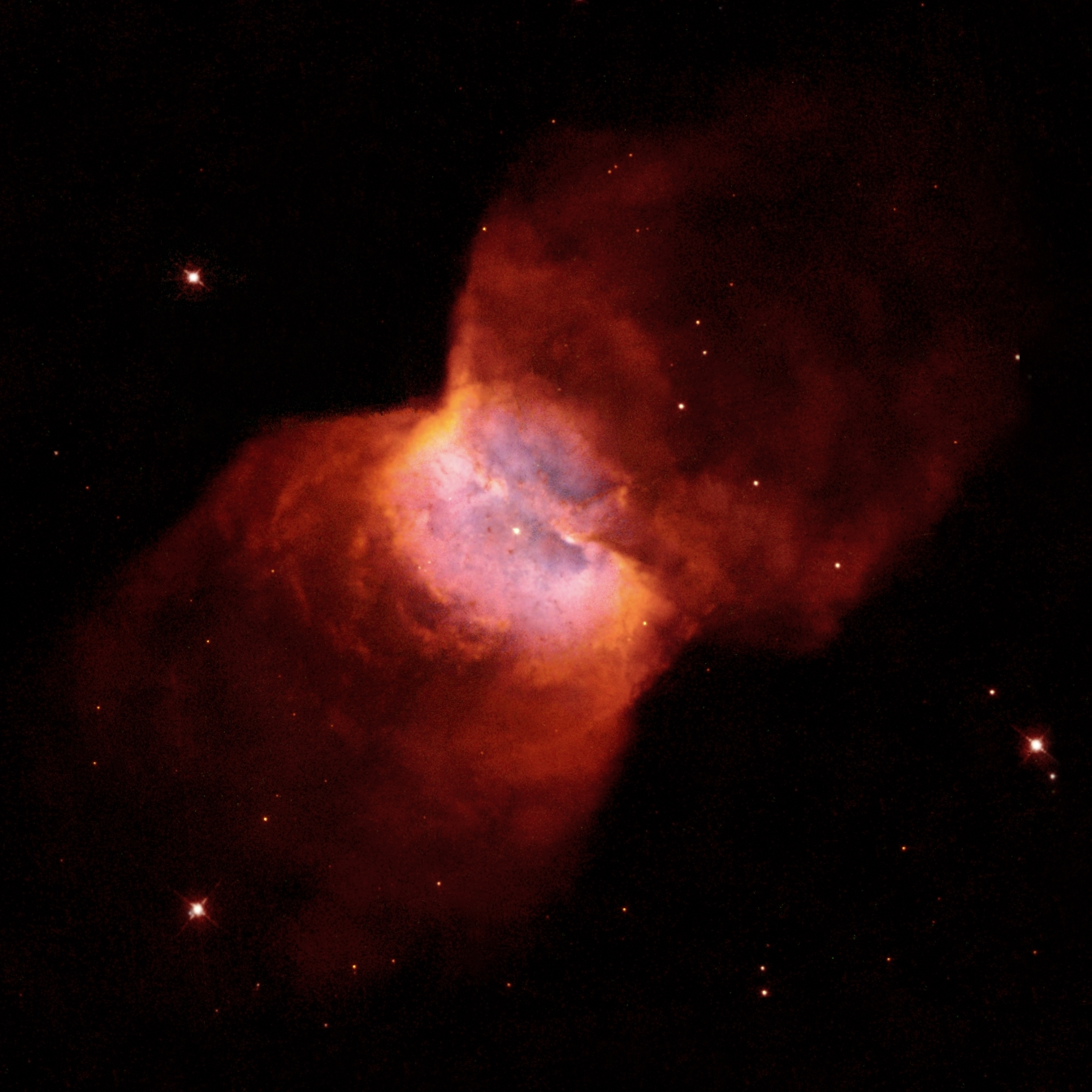
NGC 2346 par le télescope spatial Hubble.

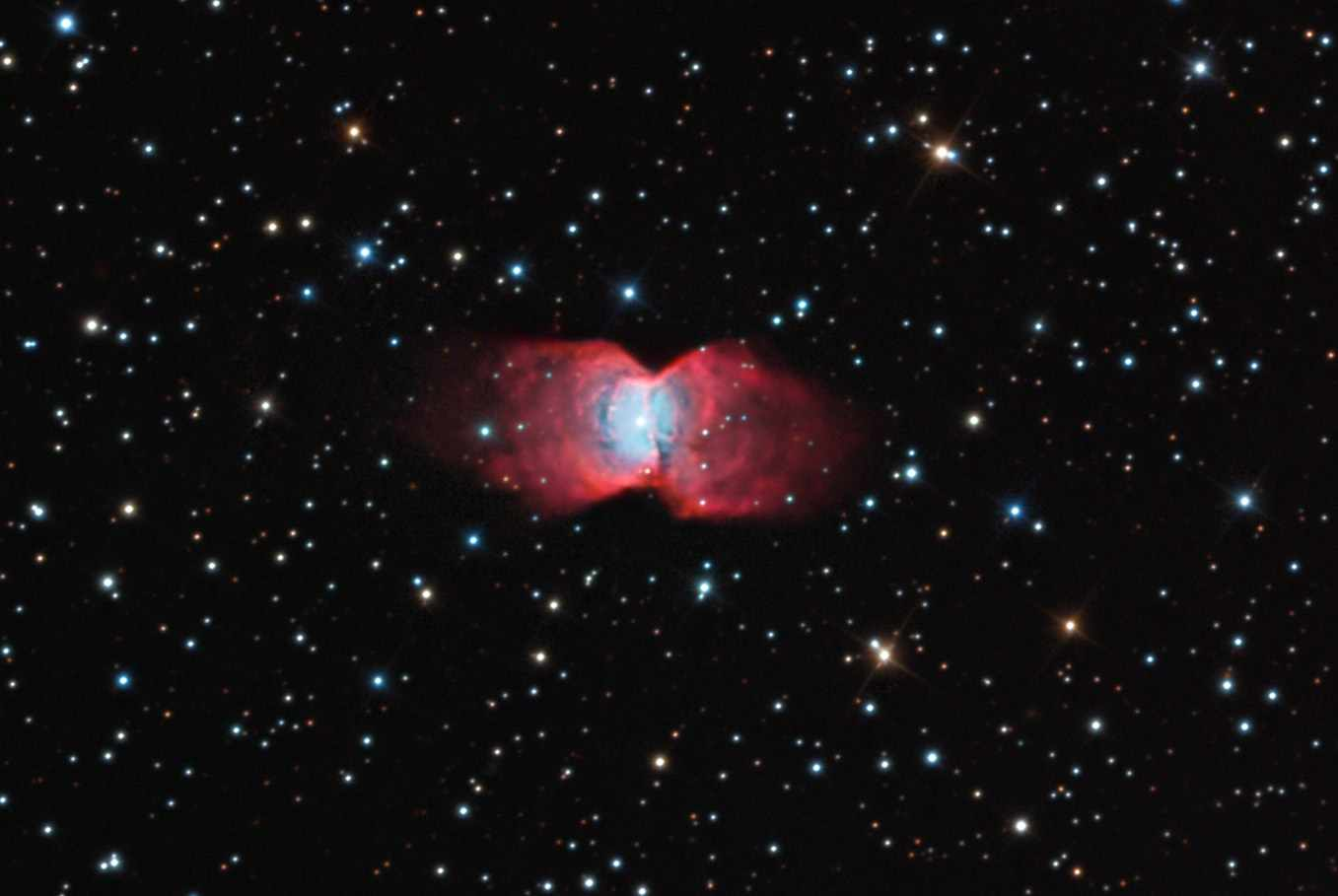
NGC 2346 par Adam Block (Observatoire du mont Lemmon/Université de l'Arizona).